# 阿不都拉河
阿不都拉河，位于中华人民共和国新疆维吾尔自治区塔城市中部的一条河流，属于额敏河支流。发源于塔尔巴哈台山脉南坡恰希特库勒湿地，自源头由东北向西南流，经31千米流程出山口。河流经山口渠首引水后，继续向西南延伸，河床渐宽，最宽处达2.8千米。流程约20千米，在喀拉哈巴克乡西北克孜尔加鲁高地附近转向南流，此后穿越221省道，又流经15千米过也门勒乡后改称加尔苏（也称加乐素河），加尔苏流经约20千米汇入额敏河右岸的南湖湿地（又称苇湖），大水时流入额敏河。山口以上集水面积271平方千米，年均径流量约1亿立方米。